# كأس الاتحاد الإنجليزي 1975–76
كأس الاتحاد الإنجليزي 1975–76 (بالإنجليزية: 1975–76 FA Cup)‏ هو الموسم 95 من  كأس الاتحاد الإنجليزي. الذي يشرف على تنظيمه الاتحاد الإنجليزي لكرة القدم، وفاز فيه نادي ساوثهامبتون.